# Andreas Kasper
Andreas Kasper (ur. 10 maja 1975 r. w Hanowerze) – niemiecki prawnik i polityk, przewodniczący grupy parlamentarnej CDU w radzie powiatu Lippe. 

## Edukacja
Kasper studiował prawo i nauki polityczne w Getyndze, Genewie i Lozannie, w 2000 roku zdał pierwszy egzamin państwowy. W 2002 roku ukończył University of Wales z dyplomem MBA. W 2003 roku zdał drugi egzamin państwowy.
W 2004 roku obronił doktorat na Uniwersytecie w Getyndze, jego rozprawa dotyczyła sponsoringu społecznego. Stopień doktora stracił w czerwcu 2009 r. po przeanalizowaniu zarzutów dotyczących plagiatu w jego rozprawie.

## Kariera
W latach 2006–2008 r. Kasper pracował w Ministerstwie Spraw Społecznych, Kobiet, Rodziny i Zdrowia w Dolnej Saksonii m.in. jako kierownik biura minister Mechthildy Ross-Luttmann. Od wyborów samorządowych w Nadrenii Północnej-Westfalii w 2009 r. Kasper zasiada w CDU w radzie powiatu Lippe. Ponadto został nominowany do Landschaftsversammlung Westfalen-Lippe. Po wyborach lokalnych w 2014 r. został liderem grupy parlamentarnej CDU. Od 2013 r. Kasper pracuje jako dyrektor zarządzający u producenta tworzyw sztucznych w Bad Salzuflen. 

## Afera plagiatowa
W 2008 r. naukowcy z Uniwersytetu Nauk Administracyjnych w Spirze znaleźli w rozprawie Kaspera szereg przejętych fragmentów, które nie zostały oznaczone jako cytaty. Uniwersytet w Getyndze uznał jego rozprawę doktorską za plagiat. Ponadto prokuratura w Getyndze wszczęła postępowanie karne w sprawie naruszenia prawa autorskiego, ponieważ Kasper zajmował wysokie stanowisko. W styczniu 2010 r. Kasper otrzymał karę pieniężną w wysokości 90 stawek dziennych (9000 euro), wobec której nie wyraził sprzeciwu. 